# Алан Фиц-Уолтер
Алан Фиц-Уолтер (англ. Alan fitz Walter; ок. 1140—1204) — 2-й лорд-стюард Шотландии.

## Биография
С 1177 года до своей смерти в 1204 году Алан Фиц-Уолтер служил в качестве лорда-стюарда Уильяму Льву, королю Шотландии. При Алане его семья приобрела остров Бьют. Возможно, именно он построил на острове замок Ротсей. Он был одним из свидетелей при подписании королевской грамоты аббатству Кинлосс между 1179 и 1183 годами.
Алан сопровождал короля Ричарда Львиное Сердце в Третий крестовый поход, из которого он вернулся в Шотландию в июле 1191 года.
После возвращения из Крестового похода Алан Фиц-Уолтер стал покровителем Ордена Тамплиеров и способствовал расширению влияния тамплиеров в Шотландии.

## Брак и дети
Алан Фиц-Уолтер был женат первым браком на Эве де Кроуфорд, дочери Свейна Торссона, сеньора Кроуфорда; вторым браком на Алесте де Мар, дочери Моргана, графа Мара. Его дети (от 2-го брака):
- Уолтер Стюарт (ум. 1246), 3-й лорд-стюард Шотландии;
- Давид Фиц-Алан.